# Japan Bank for International Cooperation
Japan Bank for International Cooperation (Banco Japonês de Cooperação Internacional em português) é um banco estatal japonês.